# Fuji (äpple)

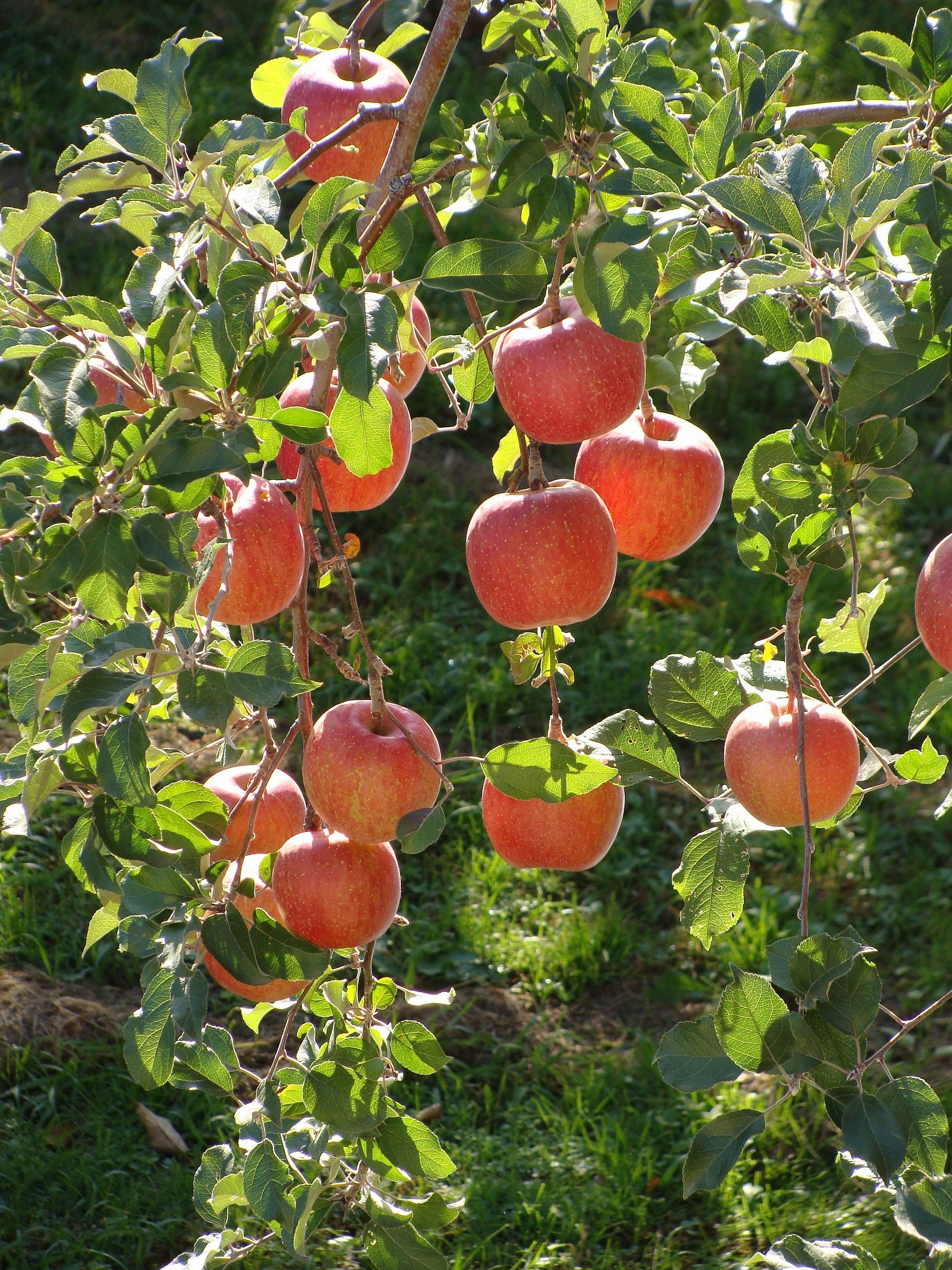
Äpplen av sorten Fuji på ett träd.

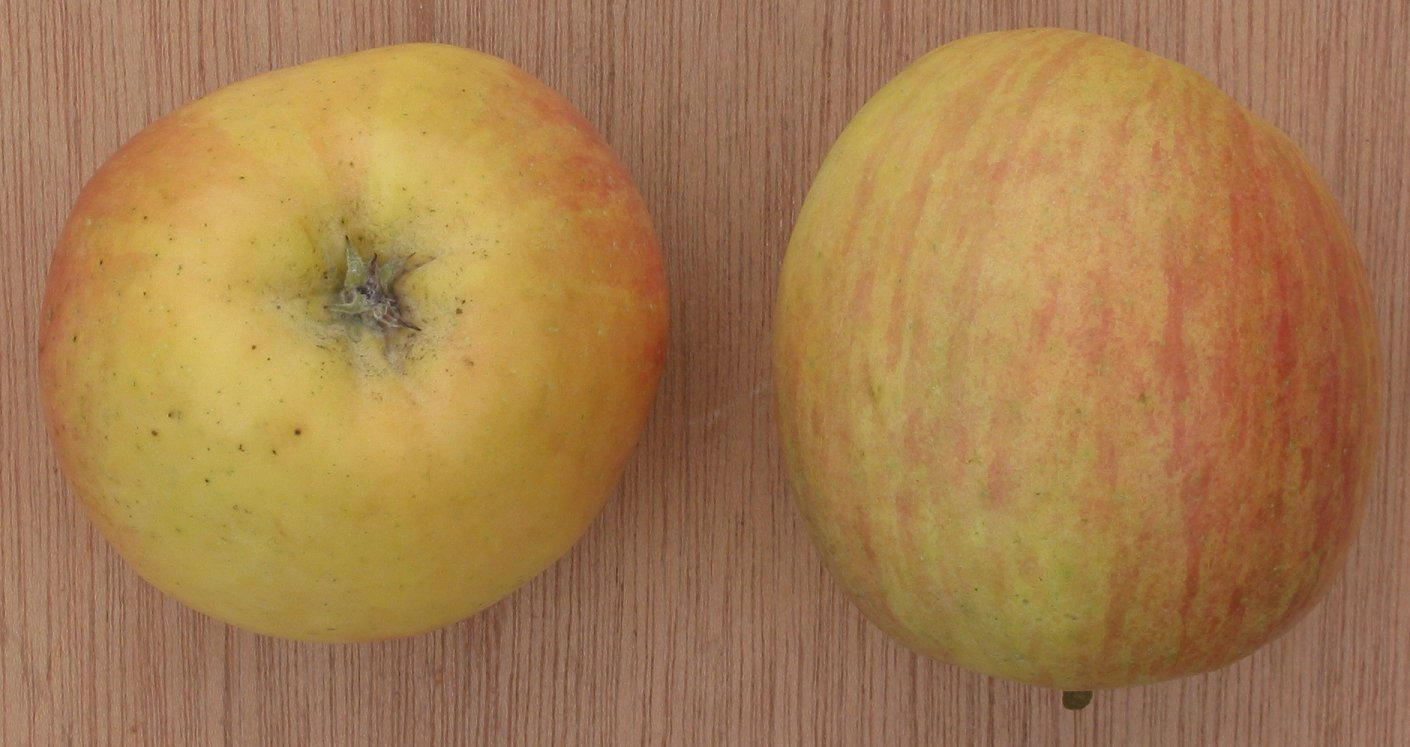
Fujiäpplen odlade i Frankrike.

Fuji är en äppelsort med japansk härstamning. Den utvecklad på 1930-talet av odlare på Tohoku forskningsenhet i Fujisaki, Aomori, och blev introducerad på marknaden 1962. Fuji är en korsning mellan två amerikanska sorter, Red Delicious och Virginia Ralls Genet.